# جون لوفتوس
جون لوفتوس (بالإنجليزية: John Loftus)‏ هو مقدم برامج إذاعية أمريكي، ولد في 12 فبراير 1950 في بوسطن في الولايات المتحدة.

## وصلات خارجية
- جون لوفتوس على موقع IMDb (الإنجليزية)